# Krajček (potok)
Krajček je potok, ki izvira vzhodno od naselja Zgornje Perovo, kjer se izliva v reko Kamniško Bistrico.